# ألبرت إلمور
ألبرت إلمور (بالإنجليزية: Albert Elmore)‏ هو لاعب كرة قدم أمريكية أمريكي، ولد في 19 نوفمبر 1904 في ريفورم في الولايات المتحدة، وتوفي في 26 يوليو 1988 في تروي في الولايات المتحدة.